# Daria Lorenci
Daria Lorenci, właśc. Daria Saltagić, też jako Daria Lorenci Flatz (ur. 13 kwietnia 1976 w Sarajewie) – bośniacka aktorka filmowa.

## Życiorys
Urodziła się w Sarajewie jako Daria Saltagić, jest córką reżysera Emira Saltagicia i dokumentalistki Danijeli Turkalj. Po wybuchu wojny w Jugosławii Daria przeniosła się wraz z dziadkami do Zagrzebia. W latach 1995–1999 studiowała aktorstwo w Akademii Sztuk Dramatycznych w Zagrzebiu (klasa prof. Nevy Rošić). Po studiach była aktorką zagrzebskiego Teatru Exit, a od 2011 występuje w Teatrze Narodowym w Zagrzebiu. W 2000 zadebiutowała na dużym ekranie niewielką rolą w filmie "Ništa od sataraša". Była wykładowcą Akademii Sztuk Dramatycznych w Zagrzebiu.
Za rolę Mirjany w filmie Oprosti za kung fu została wyróżniona Złotą Areną na Festiwalu Filmowym w Puli.
Jest mężatką (mąż Emil Flatz), ma trzech synów (Mak, Fran, Tin).

## Role filmowe
- 2003: Onaj koji će ostati neprimijećen
- 2004: Oprosti za kung fu jako Mirjana
- 2005: Mrtvi kutovi jako Pavica
- 2005: Seks, piće i krvoproliće jako policjantka
- 2006: Sve džaba jako Marija
- 2007: Armin jako Aida
- 2007: Trudno jest być miłym jako Azra
- 2008: Niczyj syn jako Marta
- 2009: Metastaze jako Milica
- 2010: Neka ostane među nama jako Anamarja
- 2012: Droga Halimy jako Rapka
- 2012: Pieniądze i medycyna jako Dr Miller
- 2016: Nie gap się w mój talerz
- 2017: Agape jako Danica
- 2019: Sin jako Sanja
- 2019: Mater jako Jasna
- 2021: Zbornica jako pani Vlaović
- 2022-2024: Kumovi jako Jadranka Macan (serial telewizyjny)
- 2022: Bezpieczne miejsce
- 2023: Bosanski lonac